# Ambassa (Tripura)
Ambassa es un pueblo y nagar Panchayat situado en el distrito de Dhalai en el estado de Tripura (India). Su población es de 16285 habitantes (2011). 

## Demografía
Según el censo de 2011 la población de Ambassa era de 16285 habitantes, de los cuales 8523 eran hombres y 7762 eran mujeres. Ambassatiene una tasa media de alfabetización del 95,86%, superior a la media estatal del 87,22%: la alfabetización masculina es del 97,42%, y la alfabetización femenina del 94,12%.